# Pfarrkirche Ellbögen

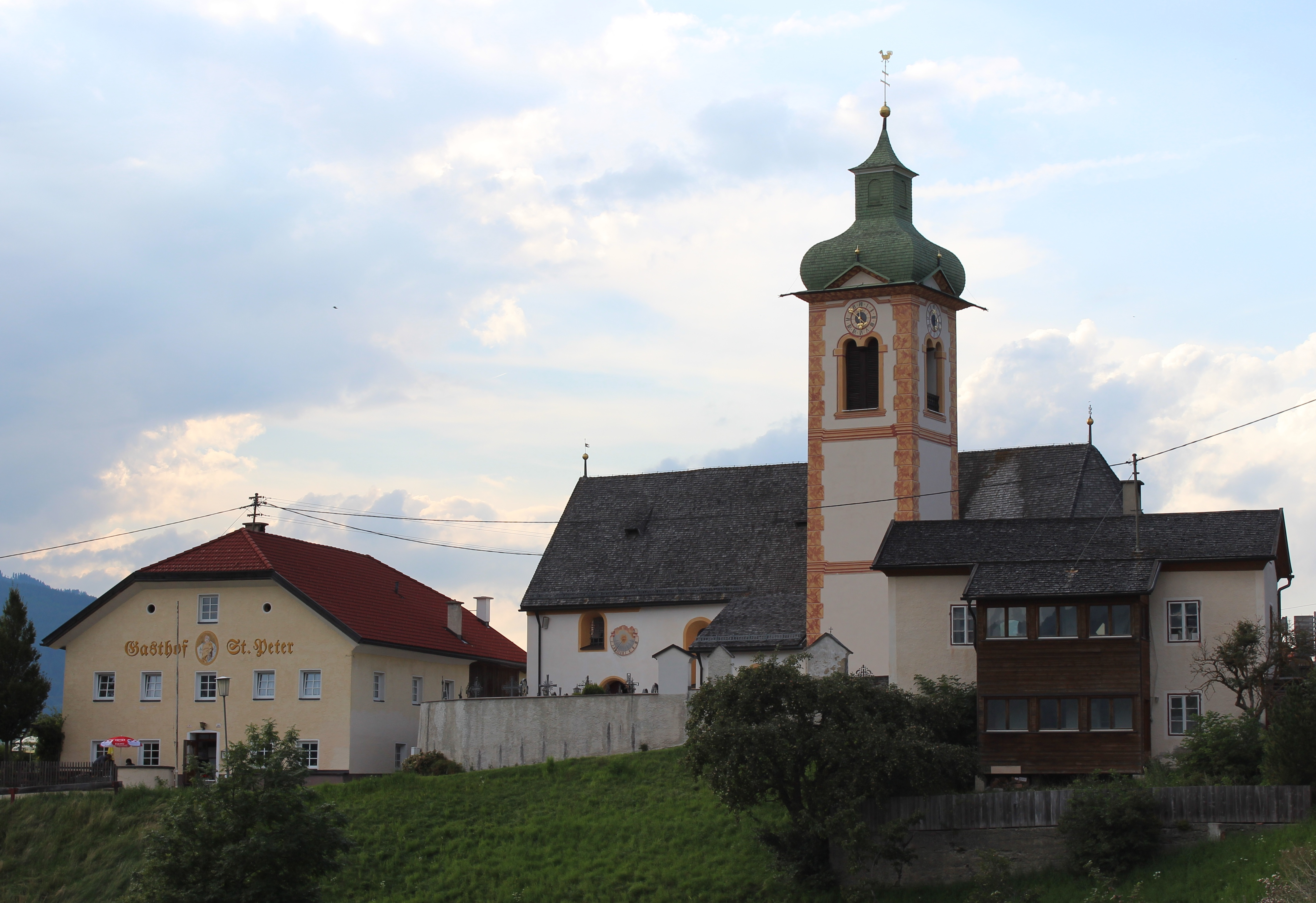
Katholische Pfarrkirche hl. Petrus in Ellbögen

Die römisch-katholische Pfarrkirche Ellbögen steht südlich der Straße im Weiler St. Peter der Gemeinde Ellbögen im Bezirk Innsbruck-Land im Bundesland Tirol. Die dem Patrozinium des hl. Petrus unterstellte Pfarrkirche gehört zum Dekanat Wilten-Land in der Diözese Innsbruck. Die Kirche und der Friedhof stehen unter Denkmalschutz (Listeneintrag).

## Geschichte
Urkundlich wurde 1286 eine Kirche genannt. 1453 war eine Kirchweihe. 1472 erfolgte ein Neubau nach den Plänen des Meisters Stefan von Matrei, die Kirche wurde 1479 geweiht. 1737 wurde der Turm teils neu gebaut und mit einer Stiftung von Franz Xaver Schaikhofer das Langhaus mit dem Emporenjoch erweitert. Die in Abschnitten durchgeführte Barockisierung der Kirche wurde 1821 vollendet. 1928 war eine Restaurierung.
1787 ein Vikariat wurde die Kirche 1891 zur Pfarrkirche erhoben und dem Stift Wilten inkorporiert.

## Architektur
Die kleine im Kern gotische und barockisierte Dorfkirche steht auf leicht abschüssigem Gelände und ist von einem Friedhof umgeben.
Das Kirchenäußere zeigt einen schlichten langgestreckten Kirchenbau, die Westgiebelfront hat ein Rundfenster zur Empore, das Emporenjoch ist durch eine Baunaht und ein Kranzgesims vom ursprünglich dreijochigen Langhaus abgesetzt. Das gekehlte spitzbogige Nordportal, mit fein gebildeten Stabsockeln und Stabdurchkreuzung und einem Steinmetzzeichen, vom Bau des Stefan von Matrei, wurde wohl (?) in die spätere Westfront verlegt.

## Einrichtung
Die spätbarocken Altäre entstanden im Ende des 18. Jahrhunderts. Der Hochaltar zeigt das Altarbild hl. Petrus von Josef Kremer um 1769 und trägt die Seitenstatuen der Heiligen Nikolaus und Kassian um 1740 und im Auszug Guter Hirte. Die Seitenaltäre zeigen die Bilder Matreier Schmerzensmann und Mater Dolorosa nach dem Gnadenbild im Herzogsspital München vom Maler Josef Liebherr um 1760. Die Kanzel aus dem Ende des 18. Jahrhunderts hat am Korb Reliefs Guter Hirte und das Gleichnis vom Sämann, am Schalldeckel die Evangelistensymbole.
Im Langhaus rechts gibt es ein lebensgroßes Kruzifix von Gottlieb Klotz um 1820/1830. In einer Nische gibt es eine überschnitzte spätgotische Figur hl. Valentin aus 1741.
In Verwahrung befindet sich eine Holztafel mit einer ikonographisch interessanten Darstellung von Christus und die Kreuze der Frauen aus dem Ende des 16. Jahrhunderts mit zahlreichen Zitaten aus der Heiligen Schrift. Weiters gibt es ein Fahnenbild von Johann Georg Singer 1779 mit der Darstellung des Abendmahles und auf der Rückseite hl. Norbert die Eucharistie verehrend. Es gibt eine Bretterkrippe aus dem Ende des 18. Jahrhunderts.
Die Orgel baute Franz (I.) Reinisch 1845. Über der barocken Emporenstiege befindet sich ein auf Holz gemalter Engel mit einer Mahntafel gegen das Schwätzen in der Kirche.

## Grabdenkmäler
- Im Langhaus links ein Grabstein zu Franz Xaver Schwaikhoffer 1741.